# Пилатюк Ігор Михайлович
І́гор Миха́йлович Пилатю́к (нар. 16 червня 1954, Бучач, Тернопільська область) — український музикант (скрипаль), дириґент, педагог, культурний та громадський діяч. Заслужений артист України (1993). Народний артист України (1999). Професор (2001). Доктор філософії (2003). Дійсний член Національної Академії Мистецтв України — академік (2017).

## Життєпис
Народився в сім'ї самодіяльного музиканта Михайла Васильовича Пилатюка та його дружини Стефанії Петрівни (з дому Маценко).
У 1961—1969 роках навчався і закінчив 8 класів Бучацької середньої школи N 2; також закінчив Бучацьку музичну школу (клас скрипки — Людмила Лиско). 1969 р. вступив до Тернопільського музичного училища, яке успішно закінчує в 1973 році (клас скрипки — Заслуженого діяча мистецтв України О. Татаринцева). Цього ж року стає студентом стаціонарного відділення Львівської консерваторії ім. Лисенка (клас скрипки — Заслуженого діяча мистецтв України, професора Богдана Каськіва). Після закінчення консерваторії, - від 1978 р. працює викладачем Івано-Франківського музичного училища імені Дениса Січинського.
І. Пилатюк - ініціатор створення Камерного оркестру при Івано-Франківській філармонії (1982) і понад 15 років був його художнім керівником і головним диригентом. Під орудою Ігоря Пилатюка Івано-Франківський Камерний Оркестр «Harmonia Nobile» став переможцем 1-о Міжнародного конкурсу камерної музики (1991, Хмельницький, Україна), гастролював по Україні, містами колишнього СРСР, за кордоном. У спільних мистецьких проєктах разом із І. Пилатюком брали участь відомі музиканти: скрипалі: Олексій Горохов, Богодар Которович, Олег Криса, Сергій Кравченко, Кирило Стеценко-молодший, Лідія Шутко, Олександр Брусіловський (Франція), Віктор Третяков (Німеччина), альтист Юрій Башмет, віолончелістка Наталія Хома, піаністи — Народні артисти України Олег Криштальський, Йожеф Ермінь, Оксана Рапіта, Етелла Чуприк, а також Володимир Винницький, Сергій Ейдельман, Ярослав Джевєцкі (Польща), Хорова капела імені М. Глінки (С.-Петербург) під керівництвом В. Чернушенко. Оркестром під орудою І. Пилатюка записано понад 50 творів до фондів Національної радіокомпанії України, а проєкт «Сім слів Спасителя на Хресті» на музику Й. Гайдна здобув широкий резонанс (здійснено фондовий запис на Всеукраїнському ТБ) і донині вважається візитною карткою Івано-Франківського Камерного оркестру «Harmonia Nobile». І. Пилатюк був учасником Днів культури України в Білорусії, Казахстані, Молдові, Росії, де популяризував українську класичну і сучасну музику. Вперше в Україні у виконанні Оркестру під орудою І. Пилатюка прозвучали камерні полотна Василя Витвицького, Мирослава Скорика, Олександра Козаренка, Ірини Кириліної, Євгена Станковича, Віктора Камінського, Богдани Фроляк, Юрія Ланюка, Ігоря Щербакова та ін., а також перекладені для камерного оркестру прекрасні композиції Миколи Лисенка та Яківа Степового; виконувалися Концерти Й. С. Баха; Кантата Миколи Лисенка «Б'ють пороги» прозвучала у виконанні хору та оркестру оперної студії ЛНМА імені М. В. Лисенка.
Серед знакових виступів/проєктів Ігора Пилатюка — концертні програми присвячені 1-й річниці Незалежності України у Національному палаці мистецтв «Україна» за участі Камерного оркестру Івано-Франківської філармонії «Harmonia Nobile» (1991, м. Київ, Україна), а далі оновлені концертні програми до Днів Незалежності України (впродовж 1991—2000); концерти у Національній філармонії України та ін.. Успіху зазнали концертні програми, де виконувалися Кантати українських композиторів М. Лисенка, Д. Січинського, М. Скорика на поезію Т. Шевченка. Впродовж 1992—1997 років скрипаль Ігор Пилатюк разом із дружиною — піаністкою Оленою Пилатюк, дочкою Анастасією та сином Назарієм — скрипалями (сімейним квартетом) гастролювали й проводили майстер-класи у Швеції, Фінляндії, Норвегії, Німеччині, Польщі: відбулося понад 140 концертів. В день інтронізації Глави УГКЦ Блаженішого Святослава (Шевчука) на сцені Національного будинку органної та камерної музики України (2011, м. Київ, Україна) під батутою Ігора Пилатюка підбувся проєкт «Сім слів Спасителя на Хресті» (Івано-Франківський Камерний оркестр «Harmonia Nobile»). Колектив Івано-Франківського Камерного оркестру «Harmonia Nobile» під орудою Ігора Пилатюка (соліст — скрипаль Назарій Пилатюк) провів серію концертних виступів містами України, а збір коштів від реалізації мистецького проєкту було передано на спорудження Патріаршого Собору Воскресіння Христового УГКЦ у Києві.
Ігор Пилатюк — автор проєктів: «Єднайтеся мільйони» (Симфонічний оркестр та хор ЛНМА імені М. В. Лисенка, Галицький муніципальний камерний хор (художній керівник та головний диригент Народний артист України Василь Яциняк), соліст — Заслужений артист України, соліст Національного будинку органної та камерної музики України — Назарій Пилатюк. Диригенти: Заслужений артист України Юрій Бервецький, Народний артист України Ігор Пилатюк. Мистецька акція відбулася 16 березня 2022 року у Львові на Площі Ринок біля міської Ратуші (2022, м. Львів, Україна); творчого проєкту — Урочистого концерту «Ми-Україна!» з нагоди 180-річчя від дня народження Миколи Лисенка, що став кульмінаційним моментом ЮВІЛЕЙНОГО ФЕСТИВАЛЮ ЛНМА імені М. В. Лисенка «LYSENKO 180». Грандіозний мистецький проєкт був спільно зініційований і спільно проведений Львівською національною музичною академією імені М. В. Лисенка і Львівським національним академічним театром опери та балету імені Соломії Крушельницької на Площі перед Львівською Національною Оперою. Прозвучав Гімн України за участі музикантів симфонічного оркестру і хору оперної студії Львівської національної музичної академії імені М. В. Лисенка до яких долучилися хористи, — артисти Львівського оперного театру імені Соломії Крушельницької під орудою Народного артиста України Ігора Пилатюка. Увертюра до опери «Тарас Бульба» М. Лисенка і Кантата «Б'ють пороги» М. Лисенка як символ ідеї свободи та незалежності українського народу прозвучали за участі солістів — випускників ЛНМА імені М. В. Лисенка: М. Малафія, С. Винника, О. Жукова, Галицького академічного камерного хору (художній керівник — Народний артист України Василь Яциняк) та хору і симфонічного оркестру оперної студії Львівської національної музичної академії імені М. Лисенка (диригент — ректор ЛНМА ім. М. В. Лисенка, Народний артист України Ігор Пилатюк); твори у виконанні солістів і симфонічного оркестру Львівського оперного театру імені Соломії Крушельницької (диригент - Заслужений артист України Юрій Бервецький). піднімаючи Дух українського народу — воїнів Збройних Сил України, сил територіальної оборони України, волонтерів і добровольців, львів'ян і гостей міста, музика генія України М. Лисенка лунала на повен голос, — крізь звуки  сирен, що пронизували простір, крізь сильний вітер, — в часі, коли на Львів полетіли ворожі ракети… (26 березня 2022 року, м. Львів, Україна).
Віховими у житті Ігоря Пилатюка стали зустрічі з непересічними особистостями сучасності — народним артистом України, членом-кореспондентом Академії мистецтв України, скрипалем Богодаром Которовичем, заслуженою діячкою мистецтв України, завідувачкою кафедри спеціального фортепіано Львівської національної музичної академії імені М. В. Лисенка Марією Крих-Угляр, лауреатом Національної премії України імені Тараса Шевченка, членом Національної спілки художників України, ректором Національної академії мистецтв України, академіком Андрієм Чебикіним.
У Вищому  музичному інституті імені М. В. Лисенка Ігор Пилатюк розпочав працю на кафедрі скрипки - від 1992 року; а від 1995 до 1999 рр. на запрошення Народного артиста України, завідувача кафедри скрипки, професора Богодара Которовича - на посаді доцента в Київській консерваторії імені П.І. Чайковського і керівником відділу скрипки Київської середньої спеціалізованої музичної школи імені М. Лисенка.
Від грудня 1999 року І. Пилатюк розпочав свою діяльність на посаді ректора Вищого музичного інституту імені М. Лисенка. За його ініціативи Вищий музичний інститут імені М. Лисенка  реформовано у Львівську музичну академію імені М. В. Лисенка (2002), а від 2007 р. — у Львівську національну музичну академію імені М. В. Лисенка, де було відкрито Спеціалізовану Вчену Раду по захисту кандидатських дисертацій; зріс науковий ценз професорсько-викладацького складу; видано ряд підручників, науково-педагогічних посібників, монографій та збірників наукових статей; розпочата, вперше в Україні, підготовка регентів.
І. Пилатюк — Заслужений артист України (1993). Народний артист України (1999). Професор (2001). Доктор філософії [канд. дис.: «Скрипкова творчість Мирослава Скорика в соціокультурному контексті другої половини XX ст.»] (Л., 2003). Член - кореспондент Національної Академії Мистецтв України (2009). Академік Національної Академії Мистецтв України України (2017).
Від 1999 р. І.Пилатюк — головний диригент Львівського Камерного Оркестру «Академія», що гастролював в Україні, Німеччині, Швеції, а від 2008 р. - щорічно бере участь у Міжнародному фестивалі «Бескиди без кордонів» (Польща), Європейському фестивалі музичних академій — EFAM 2023 (Варшава, Польща), Міжнародному фестивалі імені І.Я. Падеревського (Університет музики Фридерика Шопена, Варшава, Польща).
Як дириґент Ігор Пилатюк співпрацює / виступає в Україні та за кордоном з різними творчими колективами, зокрема Заслуженою капелою України «Трембіта», із симфонічним оркестром Львівської філармонії, симфонічним оркестром оперної студії Львівської національної музичної академії імені М. В. Лисенка, Львівським камерними оркестрами «Академія», «Harmonia Nobile», Львівським камерним оркестром «Перпетуум мобіле» та ін.
На посаді ректора ЛНМА імені М. В. Лисенка Ігор Пилатюк започаткував кілька конкурсів: вокальний ім. Т. Терен-Юськіва; фортепіанний ім. Ф. Шопена; Всеукраїнський конкурс виконавців на струнно-смичкових інструментах пам'яті Євгена Шпіцера;  Всеукраїнські конкурси скрипалів, піаністів, духовиків, а також був організатором і учасником численних Міжнародних і Всеукраїнських наукових конференцій, круглих столів, семінарів, форумів.
Ігор Пилатюк понад 15 років був членом Президії Українського фонду культури та опікунської ради програми «Нові імена України».
Ігор Пилатюк є членом журі багатьох престижних національних та міжнародних конкурсів (Україна, Італія, Угорщина, Польща). За його підтримки та безпосередньої участі проводяться Міжнародні конкурси та фестивалі: імені М. Лисенка (Київ), імені Д. Біди (Львів), імені Богодара Которовича (Київ), імені Станіслава Монюшка (Польща), імені Кароля Шимановського (Польща), "Премія Родольфо Ліпіцера" (Італія) та ін..
Ігор Пилатюк — модератор і виконавець (як диригент) багатьох мистецьких проєктів, поміж них унікальністю вирізняються — «Ігор Пилатюк та його учні» (автор і диригент — І. Пилатюк, солісти — студенти класу І. Пилатюка), де були виконані 5 скрипкових концертів Мирослава Скорика, концертні прем'єри яких відбулися на сценах Києва, Одеси, Львова, Івано-Франківська, Тернополя. Зініційований професором І. Пилатюком Перший Міжнародний конкурс скрипалів Мирослава Скорика відбувся за життя Маестро і його безпосередньої участі. Під батутою диригента Ігоря Пилатюка впродовж 20 років поспіль на сцені Концертної зали імені С. Людкевича Львівської національної філармонії особливо яскравою зіркою сяє «Різдвяний музичний дарунок» (Львівський Камерний Оркестр «Академія»). Оригінальністю вражають проєкти: «5 хор. кантат на слова Тараса Шевченка»; сценічно-театралізоване дійство на музику Й. Гайдна «Сім слів Спасителя на Хресті» (2007, Львівський театр опери та балету, Софія Київська, Національний будинок органної та камерної музики України, Домініканський собор у Львові та ін.); ретроспективні концерти, присвячені ювілеям Фридерика Шопена, Ференца Ліста, за участю українських і польських виконавців (Україна-Польща); Органні концерти: Франсіса Пулєнка (Львівський Камерний Оркестр «Академія», солістка-органістка Надія Величко), Г. Ф. Генделя і Й. Гайдна у виконанні Львівського Камерного Оркестру «Академія», соліст — В. Лияк (2019, Польща-Україна); «П'ять концертів Л. Бетховена» (2011, Львів, соліст - Сергій Ейдельман (фортепіано), Львівський Камерний Оркестр «Академія») та ін.
Під батутою диригента Ігора Пилатюка  впродовж  26 квітня, 30 квітня та 1 травня 2024 року прозвучав грандіозний мистецький проєкт “Йозеф Гайдн. Сім останніх слів Ісуса на Хресті” (2024, Львів, Україна, Львівський Камерний Оркестр “Академія” ЛНМА імені М.В. Лисенка (художній керівник і диригент - Народний артист України, професор Ігор Пилатюк; керівник і концертмейстер - Народний артист України, професор Артур Микитка, Храм Святої Софії — Премудрості Божої, Архикатедральний собор святого Юра, Гарнізонний храм Свв. Апостолів Петра і Павла).
Професор Ігор Пилатюк — головний диригент Міжнародного фестивалю «Бескиди без кордонів» (Польща, м. Санок, від 2008 — щорічно).
Наукові інтереси Ігора Пилатюка пов'язані з педагогічною роботою на кафедрі скрипки Львівської національної музичної академії імені М. В. Лисенка й актуальними проблемами історії і теорії музичного виконавства й педагогіки. У класі професора Ігора Пилатюка навчалося понад 30 лауреатів Міжнародних і Всеукраїнських конкурсів, поміж них — Заслужена артистка України, доктор філософії, концертмейстер Валенсійського оперного театру «Palacio de las Artes Reina Sofia» Анастасія Пилатюк, концертмейстер «Staatskapelle Dresden» Федеріко Касік, Заслужений артист України, доктор філософії, соліст Національного будинку органної і камерної музики України, професор кафедри скрипки ЛНМА імені М. В. Лисенка Назарій Пилатюк, Народна артистка України, солістка Національного ансамблю солістів «Київська камерата», завідувач кафедри скрипки НМАУ імені П. І. Чайковського Богдана Півненко, помічник концертмейстера оркестру Віденської опери та Віденської філармонії Максим Брилинський, концертмейстери симфонічних оркестрів у Швейцарії — Василь Заціха і Марія Стрельбицька, відомі концертуючі скрипалі Олександра Семчук і Святослав Семчук та ін..
Пилатюк І. М. — автор посібників, методичних розробок, публікацій у наукових виданнях і періодиці, частий гість на радіо та ТБ, а також головний редактор багатьох наукових видань. Під науковим керівництвом професора І. Пилатюка захищені кандидатські дисертації 5 пошукувачів — успішних українських вчених.

### Науковий доробок
- Репертуар для студентських камерних оркестрів
- Кандидатська дисертація: «Скрипкова творчість Мирослава Скорика в соціокультурному контексті другої половини XX ст.» (Л., 2003)[6].
- «Військовий концерт» К. Ліпінського: образно-смислові проблеми інтерпретації і дидактичні завдання // Музика Галичини — Musica Humana. — Л., 2001. — Т. VI;
- Особливості форми і жанру Сонати № 2 для скрипки і фортепіано М. Скорика як виконавська проблема // Питання стилю і форми в музиці. — Наук. збірки ЛДМА ім. М. Лисенка. — Л., 2001. — Вип. 4;
- Авторська інтенція та її вплив на скрипкову творчість Мирослава Скорика // Музикознавчі студії. Зб. ст. — Львів, 2004. — Вип. 9;
- Проблеми інтерпретації третього скрипкового концерту Мирослава Скорика // Музичне мистецтво. — Донецьк, 2004. — Вип. 4;
- Об'єктивні і суб'єктивні параметри авторської інтенції в творчості композитора // Музикознавчі студії. — Л., 2008;
- Слово про оркестр // Микитка А. Львівський камерний оркестр. 1959—2010. — Л., 2010 та ін.;
- Епоха Олександри Пилипівни Деркач // Леся Деркач — скрипалька, камералістка, педагог у наукових дослідженнях та спогадах / Науково-популярне видання [упоряд.: Артур Микитка, Ніна Дика]. — Львів, 2014. ISBN 978-966-97368-4-0

### Дискографія
- Микола Колесса. Сюїта «В горах». Львівський камерний оркестр. Диригент І. Пилатюк. Микола Колесса (100-річчя присвячується) — Гал. Рекордс, 2003.;
- Львівські імпресії. Твори львівських композиторів. Львівський камерний оркестр «Академія» (Диригент — Ігор Пилатюк). — Львів, студія Лева, 2005.;
- Василь Витвицький. Камерно-інструментальна музика. Диптих для струнних. Львівський камерний оркестр «Академія». Диригент   І. Пилатюк — Вип. 9, Галрекордс.; Львівський камерний оркестр «Академія». Альбом  «Ретроспективи» видано до 50-ліття Оркестру. — Львів, студія Лева, 2009.;
- Микола Колесса. Сюїта «В горах» в 3-ч. Диригент Ігор Пилатюк. Запис 2003 р.;
- Віктор Камінський. Концерт для скрипки з оркестром № 2 «Різдвяний». Диригент Ігор Пилатюк. Запис LIVE «Різдвяний музичний дарунок», 2006 р.;
- Мирослав Скорик. Альбом «Назавжди». Львівський камерний оркестр «АКАДЕМІЯ». Художній керівник і диригент М. Скорик; Диригент І. Пилатюк; Керівник і концертмейстер А. Микитка. Солісти: Н. Пилатюк (скрипка), О. Рапіта (фортепіано), М. Скорик (фортепіано). Записано з концерту. Конц. зал ім. С. Людкевича., Студія «Живий Звук Рекордс», Студія «Дударик», Студія Вищої музичної школи м. Дюсельдорф (Німеччина). Запис 2010 р.;
- Ernest Chausson. Concert.  Concert pour violon, piano et quatuor a cordes opus en re majeur \\ Alexandre Brussilovsky (violon), Volodymyr Vynnytsky (piano), Orchestre de chambre «Academia», Igor Pylatuk (direction); Couverture; Chateau de Cremault., Enregistre a Lviv 2013., SUONIECOLORI, compact disc, SC 253622. \\  Ернест Шоссон. Концерт.  Концерт для скрипки, фортепіано і камерного оркестру Ре-мажор, оп. 21., солісти: Олександр Брусіловскі (скрипка), Володимир Винницький (фортепіано), Львівський камерний оркестр «Академія». Диригент Ігор Пилатюк. Запис 2014 р.

### Відзнаки, нагороди
- Орден «За заслуги» III-го ступеня (2004)[7],
- Премія імені Станіслава Людкевича (2008),
- Орден Князя Ярослава Мудрого (2009)[2][8].
- Грамота Папи Бенедикта XVI (2007)[3]
- Грамота Верховного Архиєпископа Києво-Галицького Любомира (2009)
- Ювілейний Орден Святого Рівноапостольного Великого Князя Володимира (2013)
- Ад’юнкт-професор Університету Ляочен [Liaocheng University] (Китай, 2013)
- Почесна відзнака «Zasłużony dla Kultury Polskiej» (2015)[9]
- Запрошений Професор Університету Ляньчжоу [Lanzhou University] (Китай, 2018)
- Срібна Медаль «Zasłużony Kulturze Gloria Artis» (2019)
- Золота Медаль НАМ України (2019)
- Нагрудний знак  «Знак пошани» (2022)
- Орден Святого Архістратига Михаїла ІІ ступеня (2023)

### Критика
Член Партії регіонів.

### Сім'я
Дружина — Заслужений діяч мистецтв України, професор, доктор філософії, професор кафедри спеціального фортепіано і кафедри камерного ансамблю та квартету Львівської національної музичної академії імені М. В. Лисенка, піаністка Олена Пилатюк. Діти:
- Анастасія (нар. 25 червня 1983, Івано-Франківськ) — лауреат міжнародних конкурсів,[13] Заслужена артистка України,[3] доктор філософії, концертмейстер Валенсійського оперного театру «Palacio de las Artes Reina Sofia»
- Назарій (нар. 17 січня 1987, Івано-Франківськ) — скрипаль, педагог, Народний артист України. Член-кореспондент Національної академії мистецтв України.  Заслужений артист України. Доктор філософії, соліст Національного будинку органної і камерної музики України, професор кафедри скрипки ЛНМА імені М. В. Лисенка[12][14]
- Анна (нар. 27 січня 2000, Львів) — піаністка, лауреат 2-о Всеукраїнського конкурсу камерних ансамблів та квартетів (2013, Львів), піаністів ім. О. Криштальського (2017, Львів).